# Tuva

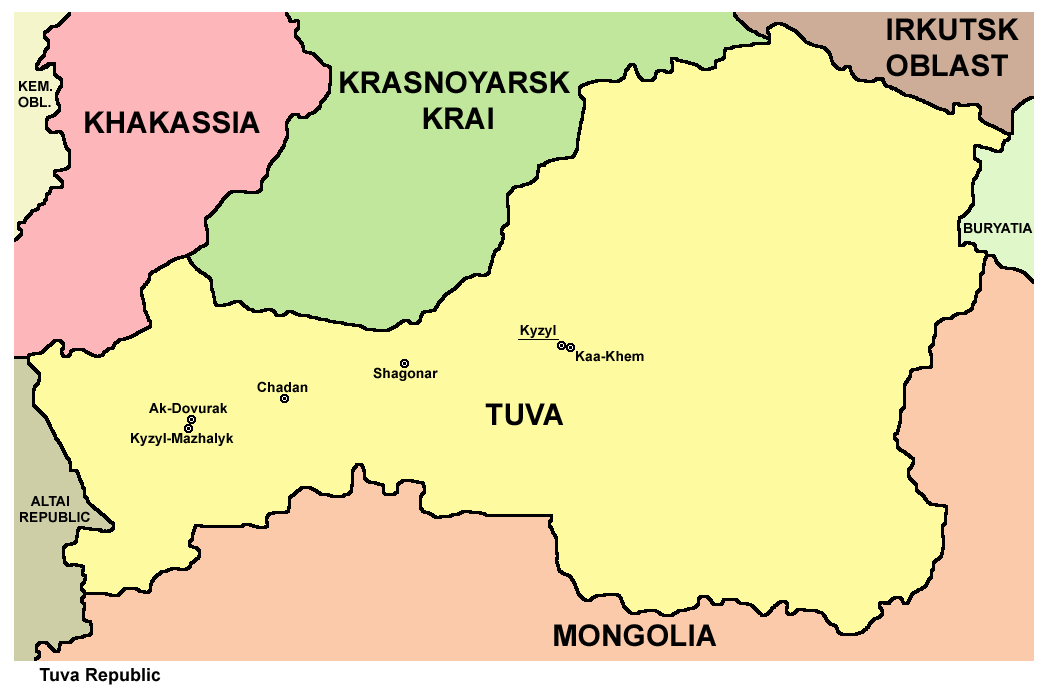

Republica Tuva, Тува́ este o republică din Federația Rusă, subiect al federației,  care a fost fondată în 11 octombrie 1944.